# The Rathskeller
The Rathskeller (с англ. — «Погребок»; также известная как просто The Rat, с англ. — «Крыса») — концертная площадка, функционирующая в Бостоне в период с 1974 по 1997 годы. Считалась «бабушкой» бостонских рок-клубов.
На пике популярности заведения в The Rat выступали такие группы, как The Cars, The Pixies, Metallica, Dead Kennedys, Ramones, Talking Heads, R.E.M., Dinosaur Jr., The Replacements, the Police и Soundgarden. С 1980 по 1987 год в The Rat располагался The Hoodoo BBQ, который редакция журнала Esquire назвала одним из «100 лучших ресторанов Америки».
В 1960-х годах в помещении The Rat располагался ресторан (с баром), обслуживающий студентов колледжей. В тот период в качестве музыкальной площадки использовалось заднее помещение — в нём выступали в основном местные группы, такие как The Remains (которые участвовали в последнем турне The Beatles), The Lost (с одной из будущих легенд бостонского панка Уилли «Локо» Александром) и The Mods (чей барабанщик Гарри Сэндлер продолжал карьеру в Orpheus, выпустившей хит «Boston Sound»). The Remains были настолько популярны в середине 1960-х, что владельцу заведения приходилось открывать подвал для дополнительных зрителей. Концерты в клубе были прекращены в конце 1960-х. Их возобновили в 1974 году.

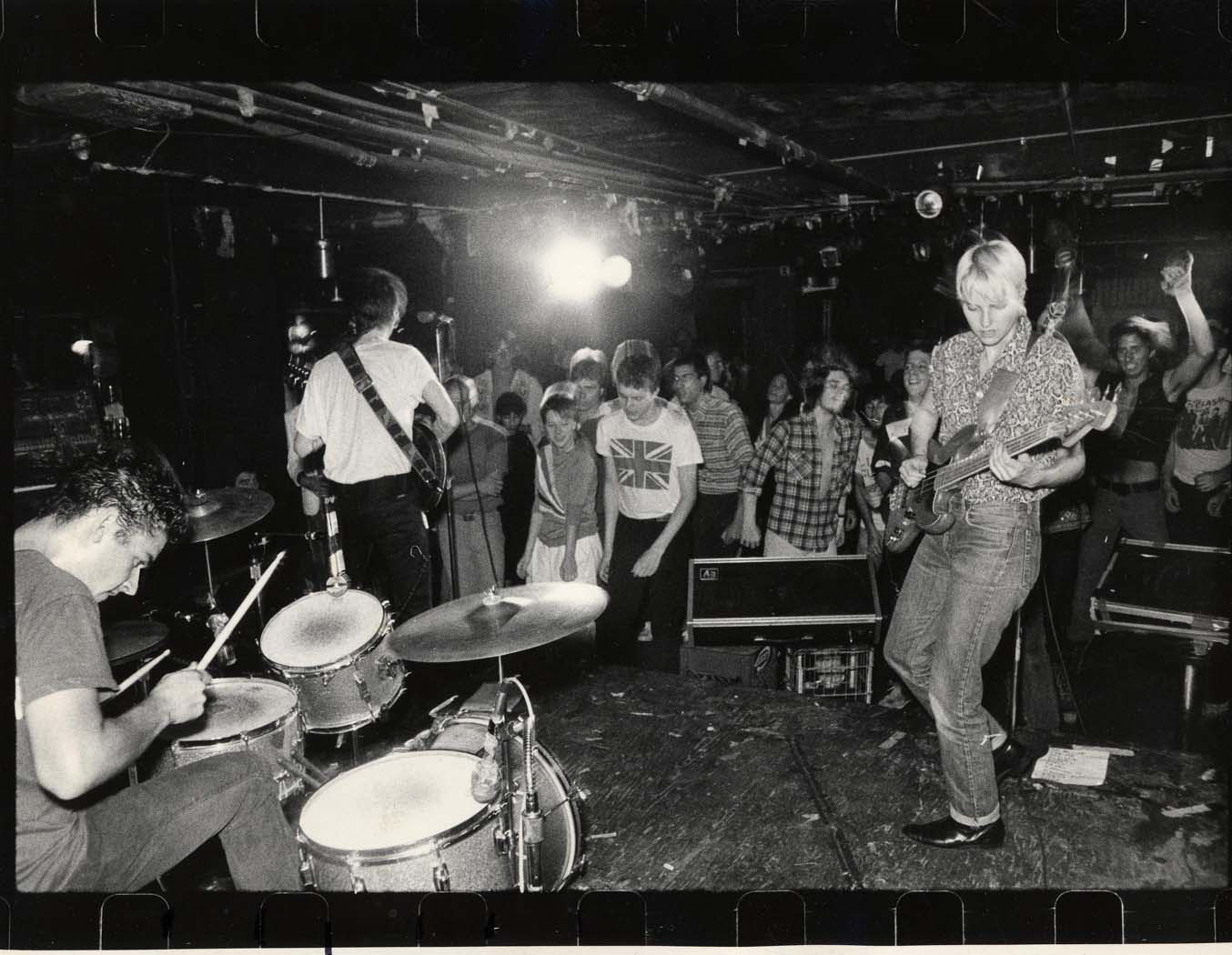
Эйми Манн играет со своей группой The Young Snakes на сцене The Rathskeller в 1981 году. — фото Дэвида Генри.

Будучи известный как «центр бостонского рок-н-ролла» The Rat прославился выступление многих артистов, до их коммерческого успеха, а также формированием местных музыкальных сцен. В 1976 году был выпущен альбом Live at The Rat; в который демонстрирует музыку того времени, а также важность клуба в развитии бостонского рок-н-ролла. В течение первых трёх лет в клубе проводилось мероприятие WBCN Rock & Roll Rumble, первоначально называвшееся «Rumble at the Rat».
Клуб также считался важной вехой в развитии хардкор-движения. В интервью 2010 года Кен Кейси из Dropkick Murphys сказал: «[Владельцы The Rat] предоставили нам возможность иметь постоянное место, где мы могли бы выступать и развивать нашу фан-базу, для нас это было совершенно потрясающе. Причина, по которой я приписываю клубу весь наш успех заключается в том, что именно так мы начали гастролировать. Хардкор-панк-сцена в середине 1990-х была огромной в Бостоне».
Отсылки к культурному влиянию The Rat можно найти в книгах All Souls (Майкл Макдональд) и The Sound of Our Town (Бретт Милано), фильме All Ages: The Boston Hardcore Film, а также в видеоиграх Guitar Hero II и Guitar Hero Encore: Rocks the 80s.
The Rathskeller закрылся в ноябре 1997 года и был снесён в октябре 2000 года, чтобы освободить место для Commonwealth, фешенебельного отеля на 148 номеров, одним из партнёров которого является Бостонский университет.
Группа Camper Van Beethoven уничижительно упомянула клуб в своей песне 1988 года «Never Go Back» («Never going to go back to the Rat and play another mafia show again»).
В 2002 году The Mighty Mighty Bosstones выпустили в своём альбоме A Jackknife to a Swan песню под названием «I Want My City Back», где в выражали сожаление о закрытии клуба.

## Известные резиденты
- 311
- 8-Eyed Spy[англ.]
- AxCx
- Aerosmith
- Agent Orange
- Agnostic Front
- GG Allin and The Jabbers[англ.]
- Angry Samoans[англ.]
- Alex Chilton
- The Alley Cats[англ.]
- Anti-Flag
- The Atlantics[англ.]
- Aus-Rotten[англ.]
- The B-52s
- Bad Brains
- The Beastie Boys
- Big Black
- Big D and the Kids Table[англ.]
- Black Flag
- Blitzkrieg
- Blondie
- Blotto[англ.]
- Boys Life[англ.]
- Buffalo Tom[англ.]
- Bullet LaVolta[англ.]
- Mr. Butch[англ.]
- Butthole Surfers
- Camper Van Beethoven
- The Cars
- The Casualties
- The Celibate Rifles
- Crocodile Shop[англ.]
- Crash Worship[англ.]
- D Generation[англ.]
- Dag Nasty[англ.]
- The Damned
- Dead Boys
- Dead Kennedys
- The dB’s
- The Del Fuegos[англ.]
- The Delinquents[англ.]
- Dervish
- Descendents
- Destroy![англ.]
- Destroy All Monsters[англ.]
- Dinosaur Jr.
- DMZ[англ.]
- The Dogmatics[англ.]
- The Dream Syndicate
- Dropdead[англ.]
- Dropkick Murphys
- Dumptruck[англ.]
- DYS[англ.]
- Ed’s Redeeming Qualities[англ.]
- The Effigies
- English Beat
- The Fall
- Fishbone
- The Flesh Eaters[англ.]
- The Fleshtones[англ.]
- Flipper
- The Flying Lizards
- Foetus[англ.]
- The F.U.’s[англ.]
- The Freeze[англ.]
- Game Theory
- Gang Green[англ.]
- The Godfathers[англ.]
- Godsmack
- The Go-Go’s
- Goo Goo Dolls
- Gorilla Biscuits[англ.]
- Harlequin[англ.]
- The Heartbreakers
- Henry Rollins
- Hole
- Holly and the Italians[англ.]
- Human Sexual Response[англ.]
- Thee Hypnotics[англ.]
- Hüsker Dü
- Inside Out
- Chris Isaak
- The J. Geils Band (Питер Вольф[англ.])
- The Jam
- Jerry’s Kids[англ.]
- Joan Jett and the Blackhearts
- Joe Ely[англ.]
- The Joe Perry Project[англ.]
- John Cale
- La Peste
- Los Lobos
- Lou Miami[англ.]
- Lyres
- Aimee Mann
- Mazzy Star
- Megadeth
- The Melvins
- Metallica
- The Mighty Mighty Bosstones
- Miltown[англ.]
- Mink DeVille[англ.]
- Minutemen
- Mission of Burma
- Mother Love Bone
- The Neats[англ.]
- Nervous Eaters[англ.]
- November Group[англ.]
- Only Living Witness[англ.]
- Orbit[англ.]
- The Outlets[англ.]
- Patti Smith
- People in Stores[англ.]
- Plasmatics
- Poison
- Powerman 5000
- Pixies
- The Police
- The Queers
- Quiet Riot
- Rain Parade[англ.]
- The Ramones
- The Real Kids[англ.]
- The Real McKenzies
- Redd Kross[англ.]
- Red Hot Chili Peppers
- The Replacements
- The Remains[англ.]
- R.E.M.
- Richard Hell
- Rick James
- Robin Lane and the Chartbusters[англ.]
- Робин Хичкок[англ.]
- Rogue[англ.]
- Roy Buchanan
- The Runaways
- SS Decontrol[англ.]
- SNFU[англ.]
- Salem 66[англ.]
- Sam Black Church[англ.]
- Scruffy The Cat[англ.]
- Sheer Terror[англ.]
- Showcase Showdown[англ.]
- Sick of It All
- Slapshot
- Slash
- The Smithereens[англ.]
- Social Distortion
- Sonic Youth
- Soul Asylum
- Soundgarden
- Steve Earle
- Stevie Ray Vaughan
- The Stompers[англ.]
- The Stranglers
- Straw Dogs[англ.]
- Suicide
- Talking Heads
- Thin Lizzy
- Throwing Muses
- ’Til Tuesday
- Tom Petty
- Translator[англ.]
- True West[англ.]
- Tuff Darts[англ.]
- The Unseen
- U2
- The Ben Vaughn Combo[англ.]
- Volcano Suns[англ.]
- Wargasm[англ.]
- The Washington Squares[англ.]
- White Zombie
- Willie «Loco» Alexander
- Wipers
- Wrathchild[англ.]
- Wu-Tang Clan
- Young Snakes[англ.]
- Youth Brigade[англ.]
- Zero Boys[англ.]
- The Zulus[англ.]